# Angraecum rhynchoglossum
Angraecum rhynchoglossum är en orkidéart som beskrevs av Rudolf Schlechter. Angraecum rhynchoglossum ingår i släktet Angraecum och familjen orkidéer. Inga underarter finns listade i Catalogue of Life.